# Pose (1.ª temporada)
A primeira temporada da série de televisão estadunidense Pose foi encomendada em 27 de dezembro de 2017 pelo FX, estreou em 3 de junho de 2018 e foi finalizada em 22 de julho de 2018 contando com 8 episódios. A temporada foi produzida pela Fox 21 Television Studios e FX Productions em associação com a Brad Falchuk Teley-Vision, Color Force e Ryan Murphy Television. A temporada foi ao ar às noites de domingo às 21h00, horário do leste dos EUA.
A primeira temporada estrela Evan Peters como Stan Bowes, Kate Mara como Patty Bowes, James Van Der Beek como Matt Bromley, Michaela Jaé Rodriguez como Blanca Rodriguez-Evangelista, Dominique Jackson como Elektra Abundance, Billy Porter como Pray Tell, Indya Moore como Angel Evangelista, Ryan Jamaal Swain como Damon Richards-Evangelista, Charlayne Woodard como Helena St. Rogers, Hailie Sahar como Lulu Abundance, Angelica Ross como Candy Abundance, Angel Bismark Curiel como Esteban "Lil Papi" Martinez-Evangelista e Dyllón Burnside como Ricky Evangelista.
A estreia da série foi assistida por 688 mil espectadores e teve uma classificação de 0.2 no grupo demográfico de 18 a 49 anos. A primeira temporada de Pose recebeu críticas geralmente positivas dos críticos, recebendo o selo Certified Fresh do site agregador de críticas Rotten Tomatoes além de receber inúmeras indicações a prêmios, incluindo o Globo de Ouro de Melhor Série Dramática e o Globo de Ouro de Melhor Ator em Série Dramática de Billy Porter. A série foi renovada para uma segunda temporada em 12 de julho de 2018.

## Enredo
A história se passa em 1987-88 e analisa a "justaposição de vários segmentos da vida e da sociedade em Nova York": o mundo da cultura do baile afro-americano e latino, a cena social e literária do centro da cidade e a ascensão do meio yuppie de Trump.

## Elenco e personagens
| - Evan Peters como Stan Bowes - Kate Mara como Patty Bowes - James Van Der Beek como Matt Bromley - Michaela Jaé Rodriguez como Blanca Rodriguez-Evangelista - Dominique Jackson como Elektra Abundance/Evangelista - Billy Porter como Pray Tell - Indya Moore como Angel Evangelista - Ryan Jamaal Swain como Damon Richards-Evangelista - Charlayne Woodard como Helena St. Rogers - Hailie Sahar como Lulu Abundance/Ferocity - Angelica Ross como Candy Abundance/Ferocity - Angel Bismark Curiel como Esteban "Lil Papi" Martinez-Evangelista - Dyllón Burnside como Ricky Evangelista | - Jeremy McClain como Cubby Abundance/Evangelista - Jason A. Rodríguez como Lemar Abundance/Evangelista - Samantha Grace Blumm como Amanda Bowes - Jose Gutierez Xtravaganza como ele mesmo - Sol Williams Pendavis como ele mesmo - Kathryn Erbe como Dra. Gottfried - Johnny Sibilly como Costas - Tamara M. Williams como Summer - Christopher Meloni como Dick Ford - Alexia Garcia como Aphrodite - Bianca Castro como Veronica | - Clark Jackson como Sr. Richards - Roslyn Ruff como Sra. Richards - Deidre Goodwin como Wanda Green - Matt McGrath como Mitchell - Christine Ebersole como Bobbi - Flor de Liz Perez como Carmen - Our Lady J como Sherilyn - Leiomy Maldonado como Florida - Blake Morris como Keenan - Sandra Bernhard como Judy Kubrak |

## Episódios
| N.º na série | N.º na temp. | Título                 | Dirigido por          | Escrito por                                | Exibição original   | Cód. de produção | Audiência (milhões) |
| --- | ------------ | ---------------------- | --------------------- | ------------------------------------------ | ------------------- | ---------------- | ------------------- |
| 1 | 1            | "Pilot"                | Ryan Murphy           | Ryan Murphy & Brad Falchuk & Steven Canals | 3 de junho de 2018  | 1WBF01           | 0.688               |
| Após ser diagnosticada como soropositiva, Blanca decide deixar a Casa Abundance e iniciar a Casa do Evangelista. Um jovem dançarino, Damon, é expulso da casa de seus pais conservadores e religiosos depois que descobrem que ele é gay. Blanca convida Damon para ingressar na Casa Evangelista. Angel é pega por Stan, um homem casado que acaba de começar a trabalhar na Trump Tower. Os dois se beijam e conversam, mas não fazem sexo. Abundance e Evangelista se enfrentam em um baile e Abundance é vitoriosa. Damon faz um teste para a New School for Dance e é aceito. |              |                        |                       |                                            |                     |                  |                     |
| 2 | 2            | "Access"               | Ryan Murphy           | Ryan Murphy & Brad Falchuk & Steven Canals | 10 de junho de 2018 | 1WBF02           | 0.548               |
| Blanca tem a entrada negada em um bar gay e faz um protesto solo. Stan pede um aumento no trabalho para que ele possa dar a Angel seu próprio apartamento. Damon conhece um dançarino chamado Ricky e fica apaixonado, mas resiste à sedução de Ricky, já que ele não está pronto para fazer sexo. Blanca oferece a Damon orientação sobre amor e relacionamentos e o incentiva a praticar sexo seguro. Damon perde seu primeiro encontro com Ricky para assistir ao balé. Os dois se reconciliam e vão juntos ao balé. Apesar de ter sido expulsa do bar várias vezes e até mesmo presa, Blanca continua voltando ao bar em protesto. |              |                        |                       |                                            |                     |                  |                     |
| 3 | 3            | "Giving and Receiving" | Nelson Cragg          | Janet Mock & Our Lady J                    | 17 de junho de 2018 | 1WBF03           | 0.561               |
| Pray Tell faz uma visita ao seu amante, Costas, que está morrendo de AIDS. Elektra convoca duas de suas filhas, Lulu e Candy, para ajudá-la a roubar um balde de doações do Exército de Salvação. Ela usa o dinheiro para pagar a entrada em sua cirurgia de redefinição de sexo. Stan dá as boas-vindas a Angel em seu novo apartamento. Ela o faz prometer que ficará com ela apenas uma hora no Natal. O chefe de Stan, Matt, chega à casa de Stan trazendo presentes e beija a esposa de Stan, Patty, que está sozinha em casa. Patty rejeita os avanços de Matt. Matt está com raiva e sutilmente sugere que Stan tem uma amante. Stan não pode visitar Angel no Natal depois que Patty o questiona. A Casa Evangelista faz uma ceia de Natal em um restaurante chinês junto com o Pray Tell.                     |              |                        |                       |                                            |                     |                  |                     |
| 4 | 4            | "The Fever"            | Gwyneth Horder-Payton | Janet Mock                                 | 24 de junho de 2018 | 1WBF04           | 0.719               |
| Damon está com febre alta e Blanca teme que ele possa ter contraído o HIV depois que ele diz a ela que ele e Ricky nem sempre praticam sexo seguro. Pray Tell leva Damon, Ricky, Lil Papi e a si mesmo para fazer o teste e os resultados de todos são negativos, exceto para Pray Tell, que opta por não contar a ninguém, exceto Blanca. Candy recorre a injeções de silicone baratas e amadoras depois de ser ridicularizada em um baile de corpo, o que tem um impacto negativo em sua saúde; Angel também considera a cirurgia plástica depois que um incidente com Stan a deixa insegura. Enquanto isso, Elektra passa por uma cirurgia de redefinição de gênero, apesar das objeções e desaprovação de seu Sugar Daddy.                                                                                         |              |                        |                       |                                            |                     |                  |                     |
| 5 | 5            | "Mother's Day"         | Silas Howard          | Steven Canals                              | 1 de julho de 2018  | 1WBF05           | 0.582               |
| Um flashback mostra Blanca participando de seu primeiro baile e não consegue impressionar; no entanto, Elektra a leva para a Casa Abundance. Atualmente, Blanca recebe a notícia de que sua mãe biológica faleceu, e comparece ao funeral e velório, para desgosto de sua família biológica. Blanca visita Elektra no hospital onde ela está se recuperando de sua cirurgia de redefinição de gênero. Enquanto isso, Stan consegue uma promoção no trabalho que irrita Matt, e ele busca vingança contando a Patty sobre o caso contínuo de Stan com Angel. Matt informa o paradeiro de Angel para Patty, que aparece na casa da Casa Evangelista, e Lil Papi leva Patty para o baile onde ela enfrenta Angel. |              |                        |                       |                                            |                     |                  |                     |
| 6 | 6            | "Love is the Message"  | Janet Mock            | Ryan Murphy & Janet Mock                   | 8 de julho de 2018  | 1WBF06           | 0.594               |
| Patty e Angel têm uma longa conversa em um restaurante próximo sobre o relacionamento de Angel com Stan, e Patty fica chocada ao saber que ela é transexual. Mais tarde, Patty leva Stan para uma terapia de casal e, após uma longa sessão, diz a Stan que quer um tempo separado e expulsa Stan de sua casa. Stan confronta Matt fisicamente no escritório, no qual Matt sai por cima. Pray Tell é o anfitrião de um cabaré na ala de AIDS, onde seu namorado Costas está hospedado; posteriormente, Costas morre de complicações causadas pelo HIV. Embora inicialmente zangado, Pray Tell é consolado e confortado por Blanca e seus filhos. |              |                        |                       |                                            |                     |                  |                     |
| 7 | 7            | "Pink Slip"            | Tina Mabry            | Steven Canals & Our Lady J                 | 15 de julho de 2018 | 1WBF07           | 0.689               |
| Stan e Angel agora vivem juntos como um casal, no entanto, isso dura pouco quando Angel leva Stan para um baile. Ele fica impressionado com a atmosfera e cultura e percebe que esta vida não é para ele e deixa Angel. Enquanto isso, Elektra se vê na rua quando seu Sugar Daddy, e outros como ele, a rejeitam devido à sua cirurgia de redefinição de gênero e começa a fazer strip para conseguir dinheiro após ser despejada de seu apartamento. Em outro lugar, Lulu e Candy, cansadas de viver na sombra de Elektra e sob seu governo, saem e formam sua própria casa, chamada de Casa Ferocity. Blanca descobre que Lil Papi trafica drogas e o despeja de casa. Mais tarde, ele se junta à Casa Ferocity e, durante um confronto com Blanca em um baile, diz a ela que eles estão determinados a derrubá-la. |              |                        |                       |                                            |                     |                  |                     |
| 8 | 8            | "Mother of the Year"   | Gwyneth Horder-Payton | Ryan Murphy & Brad Falchuk & Steven Canals | 22 de julho de 2018 | 1WBF08           | 0.781               |
| Blanca e Elektra se reúnem depois que ela convida e dá as boas-vindas a Elektra na Casa Evangelista e a ajuda a conseguir um emprego em um restaurante elegante. Damon e Ricky fizeram um teste com sucesso para uma turnê com Al B. Sure! como parte da trupe de dança, no entanto, Damon fica para trás para continuar seus estudos enquanto Ricky sai em turnê. Antes do Baile da Princesa, Stan aparece e implora a Angel para aceitá-lo de volta, mas ela o rejeita. Elektra consegue recrutar dois novos membros para a Casa Evangelista, e Lil Papi também retorna para a casa. A Casa Ferocity desafia a Casa Evangelista no Baile da Princesa, esta última vence e Blanca é coroada Mãe do Ano. |              |                        |                       |                                            |                     |                  |                     |

## Produção

### Desenvolvimento
Em 16 de março de 2017, a série recebeu um pedido de produção do piloto do FX. O piloto foi escrito por Ryan Murphy, Brad Falchuk e Steven Canals, que também produziram junto com Nina Jacobson, Brad Simpson e Sherry Marsh. As produtoras que participaram do piloto incluíram FX Productions e Fox21 Television Studios. Em outubro de 2017, foi relatado que Leiomy Maldonado e Danielle Polanco estariam coreografando as cenas de baile da série. Mais tarde, foi anunciado que Janet Mock e Our Lady J haviam se juntado à equipe de roteiristas do show e também estavam preparadas para produzir a série também.
Em 27 de dezembro de 2017, o FX anunciou que havia dado uma ordem de produção da série consistindo de uma temporada de oito episódios. Em 9 de maio de 2018, antes da estreia da série, Murphy anunciou que doaria todos os seus rendimentos de Pose para organizações de caridade sem fins lucrativos que trabalham com pessoas LGBTQ+, incluindo o Sylvia Rivera Law Project, o Transgender Legal Defense & Education Fund e o Callen-Lorde Community Health Center. Murphy explicou essa decisão dizendo: "O que me impressionou quando conversei com tantos deles foi o quão duro eles lutaram, como se sentem sob ataque, quantos deles têm dificuldade em obter atendimento médico e encontrar trabalho. Acabei de decidir que preciso fazer mais do que apenas uma série para esta comunidade. Quero alcançar e ajudar esta comunidade".

### Casting

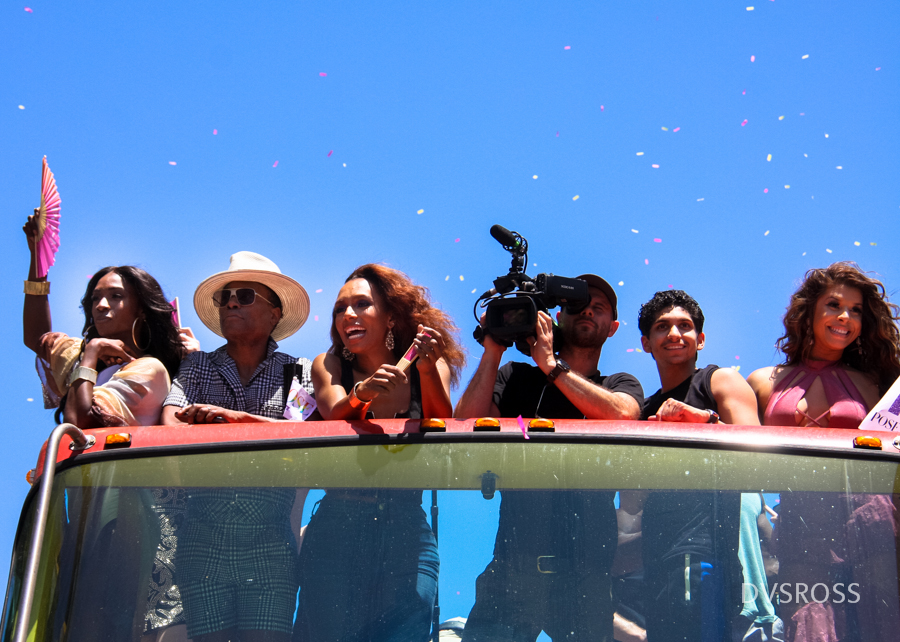
Os protagonistas de Pose na Parada Gay de Los Ángeles

Em março de 2017, Ryan Murphy e sua equipe começaram a selecionar o elenco para a série.  Em 25 de outubro de 2017, foi anunciado que as atrizes transgêneros Michaela Jaé Rodriguez, Indya Moore, Dominique Jackson, Hailie Sahar e Angelica Ross e os atores cisgêneros Ryan Jamaal Swain, Billy Porter e Dyllón Burnside haviam sido escalados para os papéis principais.  A equipe de produção do programa afirmou ter reunido o maior elenco transgênero da história para uma série de televisão. A série deveria incluir mais de 50 personagens transgêneros no total.  Em 26 de outubro de 2017, foi anunciado que Evan Peters, Kate Mara, James Van Der Beek e Tatiana Maslany também se juntaram ao elenco principal. Em 27 de dezembro de 2017, foi relatado que Maslany havia saído da série após a reformulação da sua personagem como uma mulher afro-americana de 50 anos. Charlayne Woodard assumiu o papel.

### Filmagem
A produção do piloto da série começou na cidade de Nova York em outubro de 2017. Os episódios seguintes da primeira temporada começaram a ser produzidos em fevereiro de 2018. Murphy dirigiu os dois primeiros episódios da série e Mock dirigiu o sexto capítulo, tornando-a a primeira mulher transexual de cor a escrever e dirigir qualquer episódio para a televisão.

## Recepção

### Resposta crítica
A série foi recebida com uma resposta positiva dos críticos em sua estreia. No site agregador de críticas Rotten Tomatoes, a série detém um índice de aprovação de 96% com uma classificação média de 8.3/10 com base em 82 avaliações. O consenso crítico do site diz: "Carregado com energia, equilíbrio e confiança, Pose pirueta entre opulência artística e drama deliciosamente ensaboado para criar uma nova adição ao léxico de Ryan Murphy." Metacritic, que usa uma média ponderada, atribuiu à série uma pontuação de 75 em 100 com base em 27 críticos, indicando "revisões geralmente favoráveis".
Em uma crítica positiva, Richard Lawson da Vanity Fair foi efusivo ao descrever a série como "um retrato envolvente de dias sombrios com alegria. Dor e perseverança são costuradas para criar algo humilde, mas fabuloso - e deve ser gritado acima de todo o clamor alto e glorioso do show, que deveria ter ocorrido há muito tempo." Em uma crítica igualmente favorável, Matt Zoller Seitz da Vulture elogiou a ambição da série, estética e destaque nas minorias, dizendo: "isso mostra ao público americano um mundo que nunca foi visualizado na televisão por tanto tempo e com um orçamento obviamente grande. A câmera balança e desce, desliza e tomba como em um épico de Scorsese como Gangs of New York; tanto nas cenas de rua ao ar livre quanto nas cenas de multidão em ambientes fechados, é óbvio que a FX não poupou despesas para corrigir as roupas, os carros, as ruas, os sinais de negócios e até mesmo o brilho marrom-amarelado característico dos postes de rua." Em uma avaliação mais mista, o Newsday deu à série duas estrelas e meia em quatro e a descreveu com muito menos aprovação, dizendo: "Boas intenções nem sempre levam a uma boa TV, e alguns episódios, em que parece o caso com Pose. Certamente não é uma TV ruim - Murphy não está prestes a deixar sua casa de longa data com um peru - mas costuma ser uma TV sem graça e, por incrível que pareça, uma TV padrão." Em uma avaliação negativa, Willa Paskin da Slate foi totalmente desdenhosa, dizendo: "É um programa de TV de um dos criadores mais astutos que trabalham hoje, mas como uma experiência de visualização pode parecer uma lição objetiva." Ela continuou criticando especificamente o desenvolvimento do personagem do programa, dizendo: "Muitas das pessoas em Pose são mulheres fortes, modelos trans, e isso ocorre às custas de serem seres humanos reconhecidamente defeituosos."

### Audiência
| № | Título                 | Exibição original   | Rating/share (18–49) | Audiência (em milhões) | DVR (18–49) | Audiência em DVR (milhões) | Total (18–49) | Audiência total (em milhões) |
| - | ---------------------- | ------------------- | -------------------- | ---------------------- | ----------- | -------------------------- | ------------- | ---------------------------- |
| 1 | "Pilot"                | 3 de junho de 2018  | 0.2                  | 0.688                  | 0.2         | 0.444                      | 0.4           | 1.132                        |
| 2 | "Access"               | 10 de junho de 2018 | 0.2                  | 0.548                  | 0.2         | 0.338                      | 0.4           | 0.887                        |
| 3 | "Giving and Receiving" | 17 de junho de 2018 | 0.2                  | 0.561                  | 0.2         | 0.358                      | 0.4           | 0.919                        |
| 4 | "The Fever"            | 24 de junho de 2018 | 0.3                  | 0.719                  | 0.2         | 0.438                      | 0.5           | 1.158                        |
| 5 | "Mother's Day"         | 1 de julho de 2018  | 0.3                  | 0.582                  | 0.1         | 0.390                      | 0.4           | 0.973                        |
| 6 | "Love Is the Message"  | 8 de julho de 2018  | 0.3                  | 0.594                  | 0.2         | 0.436                      | 0.5           | 1.031                        |
| 7 | "Pink Slip"            | 15 de julho de 2018 | 0.3                  | 0.689                  | 0.1         | 0.372                      | 0.4           | 1.062                        |
| 8 | "Mother of the Year"   | 22 de julho de 2018 | 0.3                  | 0.781                  | 0.1         | 0.371                      | 0.4           | 1.153                        |

### Prêmios e indicações
| Ano  | Prêmio                              | Categoria                                                                               | Nomeado(a) | Resulto  | Ref.          |
| ---- | ----------------------------------- | --------------------------------------------------------------------------------------- | --- | -------- | ------------- |
| 2018 | Gotham Independent Film Awards      | Breakthrough Series – Long Form                                                         | Pose | Indicado | [ 39 ]        |
| 2018 | American Film Institute Awards      | Top 10 Programas de TV do ano                                                           | Pose | Venceu   | [ 40 ]        |
| 2019 | Golden Globe Awards                 | Melhor Série Dramática                                                                  | Pose | Indicado | [ 41 ]        |
| 2019 | Golden Globe Awards                 | Melhor Ator em Série Dramática                                                          | Billy Porter | Indicado | [ 41 ]        |
| 2019 | Dorian Awards                       | Programa de TV de Drama do ano                                                          | Pose | Venceu   | [ 42 ] [ 43 ] |
| 2019 | Dorian Awards                       | Performance de TV do ano — Ator                                                         | Billy Porter | Venceu   | [ 42 ] [ 43 ] |
| 2019 | Dorian Awards                       | Programa de TV LGBTQ do ano                                                             | Pose | Venceu   | [ 42 ] [ 43 ] |
| 2019 | Dorian Awards                       | Performance musical do ano                                                              | Billy Porter, Mj Rodriguez e Our Lady J (performando "Home") | Venceu   | [ 42 ] [ 43 ] |
| 2019 | Critics' Choice Television Awards   | Melhor série dramática                                                                  | Pose | Indicado | [ 44 ]        |
| 2019 | Critics' Choice Television Awards   | Melhor ator em série dramática                                                          | Billy Porter | Indicado | [ 44 ]        |
| 2019 | Writers Guild of America Awards     | Nova série                                                                              | Steven Canals, Brad Falchuk, Todd Kubrak, Janet Mock, Ryan Murphy e Our Lady J                                                                                           | Indicado | [ 45 ]        |
| 2019 | GLAAD Media Awards                  | Melhor série dramática                                                                  | Pose | Venceu   | [ 46 ]        |
| 2019 | Peabody Awards                      | Entretenimento homenageado                                                              | Pose | Venceu   | [ 47 ]        |
| 2019 | Television Academy Honors           | Programas e contadores de histórias que promovem a mudança social por meio da televisão | Pose | Venceu   | [ 48 ]        |
| 2019 | MTV Movie & TV Awards               | Desempenho inovador                                                                     | Mj Rodriguez | Indicado | [ 49 ]        |
| 2019 | TCA Awards                          | Programa do ano                                                                         | Pose | Indicado | [ 50 ]        |
| 2019 | TCA Awards                          | Novo programa                                                                           | Pose | Indicado | [ 50 ]        |
| 2019 | TCA Awards                          | Conquista dramática                                                                     | Pose | Indicado | [ 50 ]        |
| 2019 | TCA Awards                          | Conquista individual em drama                                                           | Billy Porter | Indicado | [ 50 ]        |
| 2019 | Gold Derby Awards                   | Melhor Série Dramática                                                                  | Pose | Indicado | [ 51 ]        |
| 2019 | Gold Derby Awards                   | Melhor Episódio Dramático                                                               | "Love Is the Message" | Indicado | [ 51 ]        |
| 2019 | Gold Derby Awards                   | Melhor Episódio Dramático                                                               | "Mother of the Year" | Indicado | [ 51 ]        |
| 2019 | Gold Derby Awards                   | Melhor Ator em Drama                                                                    | Billy Porter | Venceu   | [ 51 ]        |
| 2019 | Gold Derby Awards                   | Melhor Atriz em Drama                                                                   | Mj Rodriguez | Indicado | [ 51 ]        |
| 2019 | Gold Derby Awards                   | Melhor Ator Convidado em Drama                                                          | Christopher Meloni | Indicado | [ 51 ]        |
| 2019 | Gold Derby Awards                   | Melhor elenco                                                                           | Elenco de Pose | Indicado | [ 51 ]        |
| 2019 | Primetime Emmy Awards               | Melhor série dramática                                                                  | Ryan Murphy, Brad Falchuk, Nina Jacobson, Brad Simpson, Alexis Martin Woodall, Sherry Marsh, Steven Canals, Silas Howard, Janet Mock, Our Lady J, Lou Eyrich e Erica Kay | Indicado | [ 52 ] [ 53 ] |
| 2019 | Primetime Emmy Awards               | Melhor ator em série dramática                                                          | Billy Porter (por "Love Is the Message") | Venceu   | [ 52 ] [ 53 ] |
| 2019 | Primetime Creative Arts Emmy Awards | Casting de Série Dramática                                                              | Alexa L. Fogel | Indicado | [ 52 ] [ 53 ] |
| 2019 | Primetime Creative Arts Emmy Awards | Melhor Penteado para uma série de câmera única                                          | Chris Clark, Barry Lee Moe, Jameson Eaton, Mia Neal, Tim Harvey e Sabana Majeed (por "Pilot")                                                                            | Indicado | [ 52 ] [ 53 ] |
| 2019 | Primetime Creative Arts Emmy Awards | Melhor Maquiagem para uma série de câmera única                                         | Sherri Laurence, Nicky Pattison Illum, Chris Milone, Deja Smith, Lucy O'Reilly e Andrew Sotomayor (por "Pilot")                                                          | Indicado | [ 52 ] [ 53 ] |
| 2019 | Primetime Creative Arts Emmy Awards | Melhor Trajes de época                                                                  | Lou Eyrich, Analucia Mcgorty, Amy Ritchings e Kevin Ritter (por "Pilot")                                                                                                 | Indicado | [ 52 ] [ 53 ] |
| 2019 | Primetime Creative Arts Emmy Awards | Melhor Série curta de não ficção ou reality                                             | Pose: Identity, Family Community (Inside Look) | Indicado | [ 52 ] [ 53 ] |
| 2020 | Casting Society of America          | Piloto de televisão e primeira temporada - Drama                                        | Alexa L. Fogel, Kathryn Zamora-Benson e Caitlin D. Jones | Venceu   | [ 54 ]        |